# بتلفیلد: جوخه بی‌انضباط
بتلفیلد: جوخه بی‌انضباط (به انگلیسی: Battlefield: Bad Company) یک بازی ویدئویی به سبک تیراندازی اول شخص از مجموعه بازی‌های بتلفیلد است که توسط شرکت دایس توسعه یافته و به‌وسیلهٔ الکترونیک آرتس برای پلی‌استیشن ۳ و ایکس‌باکس ۳۶۰ منتشر شده است. این بازی در ژوئن ۲۰۰۸ در آمریکای شمالی و اروپا انتشار یافت. ادامه این بازی با نام بتلفیلد: جوخه بی‌انضباط ۲ در مارس ۲۰۱۰ منتشر شد.
بتلفیلد: جوخه بی‌انضباط بازیکن را در نقش یک سرباز آمریکایی قرار می‌دهد که در جنگ ایالات متحده با روسیه و ارتش خاورمیانه شرکت دارد.